# Johann Rurer
Johann Rurer (* um 1480 in Bamberg; † 1542 in Ansbach) war ein evangelischer Theologe und Reformator.

## Leben
Rurer trat als einer der tätigsten Vertreter der Reformationsbewegung im fränkischen Gebiet „unterhalb des Gebirges“ hervor. Geboren wurde er in Bamberg, wohin seine Eltern aus dem oberfränkischen Hollfeld hingezogen waren. Über seine Jugend ist nichts bekannt. Studiert hat er möglicherweise in Ingolstadt. 1512 erhielt er eine Vikarie im St. Gumbertstift in Ansbach. Den angesehenen und bewährten Mann ernannte Markgraf Kasimir zu seinem Hofprediger. 
Bereits 1523 predigte er in Ansbach im reformatorischen Sinn. In ihm wird der Verfasser des Evangelischen Ratschlags zu erblicken sein. Am Palmsonntag 1525 hielt Rurer den ersten deutschen evangelischen Gottesdienst mit Abendmahl in „beiderlei Gestalt“. Als Markgraf Kasimir in seinem Territorium eine neue Kirchenordnung einführen wollte, suchte Rurer ihn mit seiner „Christlichen Unterrichtung eines Pfarrherrn an seinen Herrn“ umzustimmen. 
Diese 1526 erschienene Schrift, die aus 40 Punkten bestand, erregte Aufsehen und zog dem Verfasser den Unwillen des Landesherrn zu. Er verließ daher Ansbach, bevor er wie sein Freund, der markgräfliche Kanzler Georg Vogler, verhaftet wurde. Rurer wurde vom Herzog Friedrich von Liegnitz aufgenommen, wurde aber nach dem Tode des Markgrafen Kasimir in seine Heimat zurückgerufen und wieder als Stiftspropst eingesetzt, während Andreas Althamer Stadtpfarrer wurde. 
Rurer hat sich am Schwabacher Konvent im Juni 1528 beteiligt, führte den Vorsitz der Mitte Oktober begonnenen Sitzungen, hatte an der „brandenburgisch-nürnbergischen Kirchenordnung“ von 1533 mitgearbeitet und bei der zweiten Visitation der fränkischen Gebiete Initiative gezeigt. Er befand sich im Gefolge des Markgrafen Georg auf dem Reichstag zu Augsburg 1530, wo er auch mehrfach predigte. Zuletzt entsandte ihn der Markgraf zu den Religionsgesprächen nach Hagenau und Worms.